# Бад Тајнах-Цавелштајн
Бад Тајнах-Цавелштајн (њем. Bad Teinach-Zavelstein) град је у њемачкој савезној држави Баден-Виртемберг. Једно је од 25 општинских средишта округа Калв. Према процјени из 2010. у граду је живјело 3.044 становника. Посједује регионалну шифру (AGS) 8235084.

## Географски и демографски подаци
Бад Тајнах-Цавелштајн се налази у савезној држави Баден-Виртемберг у округу Калв. Град се налази на надморској висини од 340-650 метара. Површина општине износи 25,2 km². У самом граду је, према процјени из 2010. године, живјело 3.044 становника. Просјечна густина становништва износи 121 становника/km².